# Jean-Claude Poirier
Pour les articles homonymes, voir Poirier (homonymie).
Jean-Claude Poirier est un dessinateur de bandes dessinées français né le 14 décembre 1942 à Paris et décédé le 3 décembre 1980.

## Carrière
Jean-Claude Poirier commence sa carrière au début des années soixante dans Bibi Fricotin, où il adapte des histoires du clown Achille Zavatta. À partir de 1967, il participe à diverses revues telles Paul et Mic ou Quinze ans. Ces premiers pas lui valent d'être repéré en 1969 par L'Équipe, qui lui commande une BD sur le Tour de France, et par Jacques Lob qui lui scénarise les aventures de Cactus Papa dans  Record.
Cependant, c'est son arrivée dans Pif Gadget qui lui vaut le plus de reconnaissance. Jeune et nourri par son époque, son style coloré frappe, avec une attention particulière au lettrage qui n'hésite pas à épouser le dessin. Avec les aventures d’Horace, cheval de l'Ouest, puis de Supermatou en 1975, il s'ancre dans les mémoires des jeunes lecteurs qu'il accompagnera durant 10 ans. À partir de ce moment on le verra peu dessiner ailleurs, si ce n'est dans diverses publications de Pif (quelques rares poches, l'éphémère Scop) et quelques campagnes publicitaires, notamment sa dernière, en 1980, avec Malabar pour qui il dessinera un certain nombre de vignettes . En 1978, il commence en parallèle à son activité chez Pif une série nommée Charlotte Poireau pour Le Journal de Tintin.
Le nombre peu élevé de ses albums, puis son décès prématuré à l'âge de 37 ans, l'empêchent de s'installer durablement dans le milieu, malgré la reconnaissance de sa personnalité et de son originalité par la profession unanime.

## Œuvres
- L'idole de Coquetteville, Maximax, coll. Jeunesse Joyeuse, 1965.
- Pas de pitié pour les cowboys, éd. du Kangourou, coll. Pif-Album, 1975.
- Supermatou, l’intégrale (2 tomes), éd. Revival. Sortie du tome 1 : 17 mai 2023
- Horace cheval de l’Ouest, l’intégrale (2 tomes), éd. Revival. Sortie prévue : 2025